# Taikun

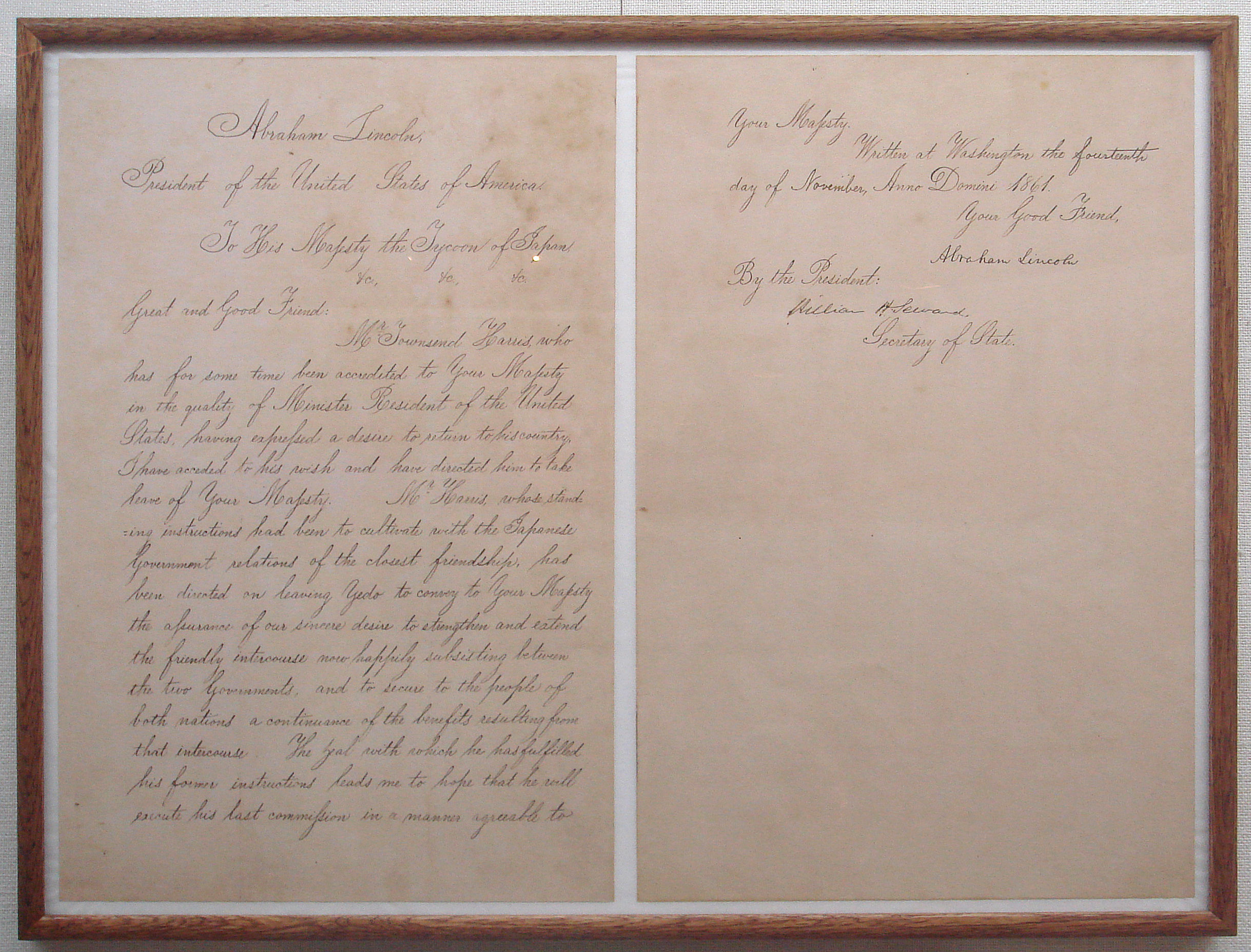
Carta de Abraham Lincoln al Taikun Tokugawa Iemochi, anunciando la salida de Townsend Harris. 14 de noviembre de 1861.

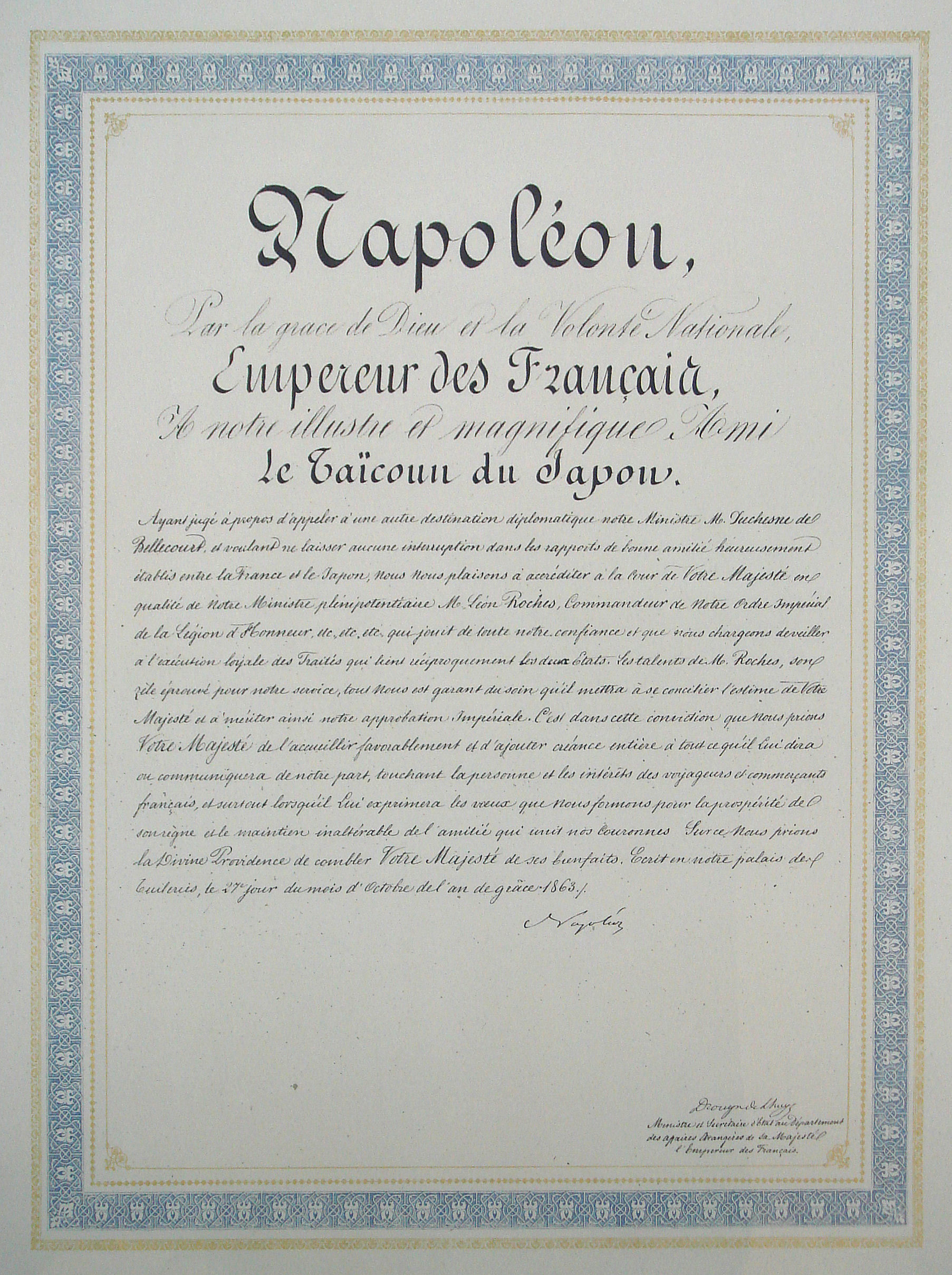
Carta de Napoleón III al Taikun japonés, nombrando a Léon Roches en sustitución de Duchesne de Bellecourt, 23 de octubre de 1863. Oficina de Registro Diplomático del Ministerio de Asuntos Exteriores (Japón).

Taikun (大君?) es un arcaico título japonés, derivado del libro chino I Ching, el cual hacía referencia a un gobernante independiente que no tenía linaje imperial. Originalmente transliterado como "tycoon" durante su breve uso en cartas diplomáticas en lengua inglesa en los años 1860. Su significado literal es "Gran Señor/Príncipe" o "Comandante Supremo". En el periodo Edo, esta palabra fue utilizada como el título diplomático que designaba al shōgun de Japón en relaciones con países extranjeros, en un intento de aparentar que no era el Emperador japonés, sino el shōgun, el interlocutor del país en las relaciones exteriores. El nombre oficial es "Nihon-koku Taikun" (日本国大君?  Taikun de Japón).

## Historia
El término fue usado por primera vez en el shogunato Tokugawa, en un intento de alejar a Japón del sistema sinocéntrico de relaciones internacionales. El shōgun no podía llamarse a sí mismo Emperador de Japón (天皇 Tennō?), pero tampoco podía utilizar el título de "rey" (国王 kokuō?). Como el lenguaje formal es tan sumamente importante en la diplomacia, las connotaciones de la mayoría de términos alternativos fueron consideradas ofensivas, así que se eligió la palabra taikun para representar al shōgun en comunicaciones diplomáticas formales.
Retrotrayéndonos más de mil años en la historia, se dice que la Emperatriz Kōgyoku (皇極天皇 Kōgyoku-tennō?, 594–661) de Japón y sus predecesores tuvieron el título (大和大君), leído "Yamato Taikun".
La palabra se introdujo al inglés como "Tycoon", que quiere decir magnate, asumiendo el significado de "persona de gran riqueza, influencia o poder". El término es notable por ser un préstamo inglés del japonés, teniendo un significado diferente en la cultura japonesa. Aún hoy, un "magnate" es una persona de gran influencia pero sin título formal, mientras que un "taikun" era un gobernante sin apellido imperial.